# Cyrtandra dubiosa
Cyrtandra dubiosa är en tvåhjärtbladig växtart som beskrevs av Carl Ernst Otto Kuntze. Cyrtandra dubiosa ingår i släktet Cyrtandra och familjen Gesneriaceae. Inga underarter finns listade i Catalogue of Life.